# Trostjanez (Luzk)
Trostjanez (ukrainisch Тростянець; russisch Тростянец/Trostjanez, polnisch Trościaniec) ist ein Dorf in der Westukraine in der Oblast Wolyn, Rajon Luzk etwa 16 Kilometer nördlich der ehemaligen Rajonshauptstadt Kiwerzi und 30 Kilometer nordöstlich der Oblasthauptstadt Luzk am Fluss Ljubka (Любка) gelegen.

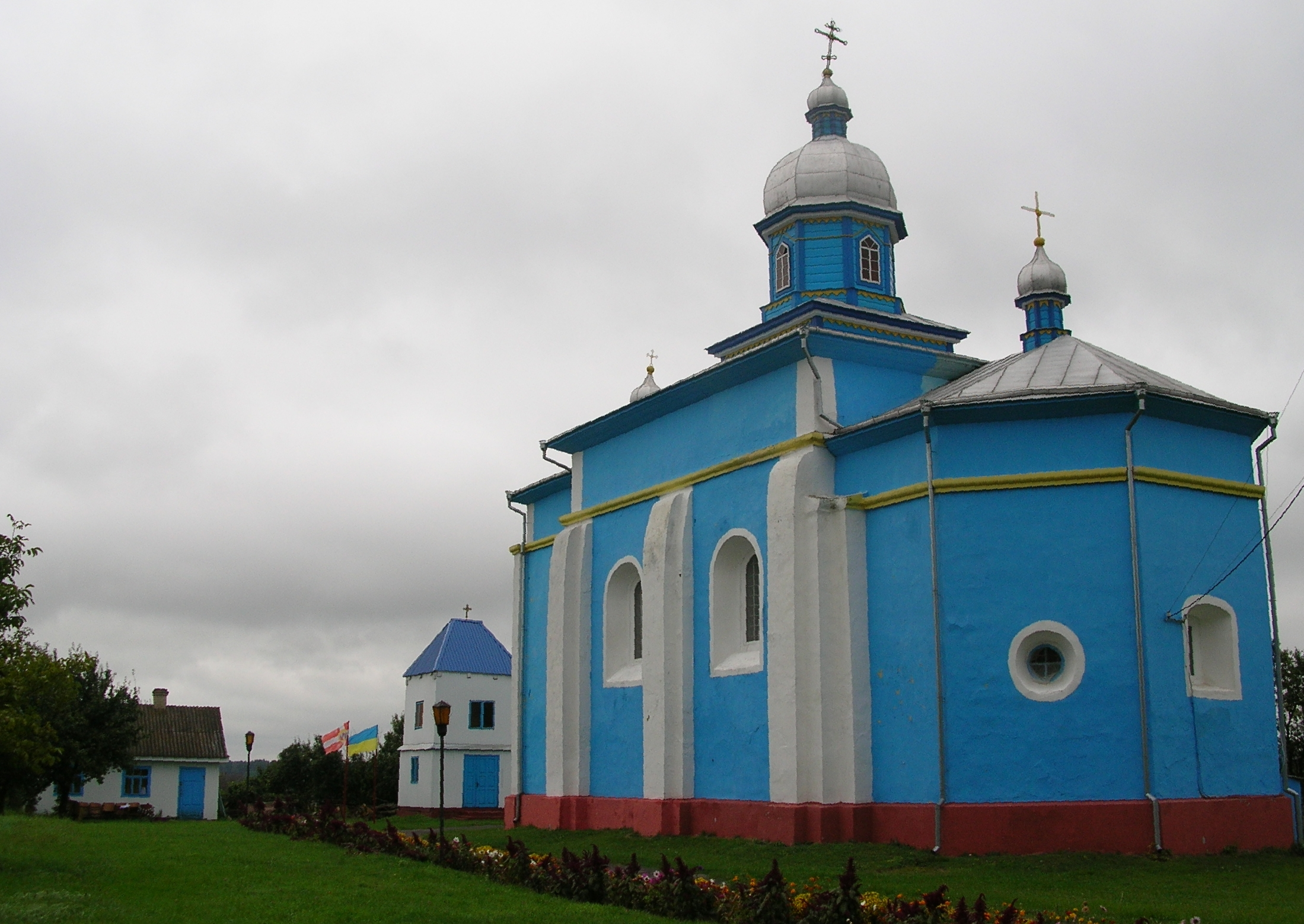
Kirche im Ort

Am 12. Juni 2020 wurde die Landgemeinde ein Teil der Stadtgemeinde Kiwerzi; bis dahin ab dem 8. Oktober 2018 war es das Zentrum der neugegründeten Landgemeinde Trostjanez (Тростянецька сільська громада/Trostjanezka silska hromada). Zu dieser zählen auch noch die 10 Dörfer Chopniw (Хопнів), Hajowe (Гайове), Jaromel (Яромель), Lytschky (Лички), Osero (Озеро), Omelne (Омельне), Ostriw (Острів), Sawitne (Завітне) und Tschownyzja (Човниця), bis dahin bildete das Dorf zusammen mit den Dörfern Chopniw, Jaromel, Lytschky und Ostriw die gleichnamige Landratsgemeinde im Nordwesten des Rajons Kiwerzi.
Am 17. Juli 2020 wurde der Ort Teil des Rajons Luzk.

## Geschichte
Der Ort wird 1570 zum ersten Mal schriftlich erwähnt und gehörte bis 1793 in der Woiwodschaft Wolhynien zur Adelsrepublik Polen-Litauen. Mit den Teilungen Polens fiel der Ort an das Russische Reich und lag bis zum Ende des Ersten Weltkriegs im Gouvernement Wolhynien.
Nach dem Ersten Weltkrieg kam der Ort zu Polen (in die Woiwodschaft Wolhynien, Powiat Łuck, Gmina Trościaniec), im Zweiten Weltkrieg wurde er zwischen 1939 und 1941 von der Sowjetunion besetzt. Nach dem Überfall auf die Sowjetunion im Juni 1941 wurde er dann bis 1944 von Deutschland besetzt, dies gliederte den Ort in das Reichskommissariat Ukraine in den Generalbezirk Brest-Litowsk/Wolhynien-Podolien, Kreisgebiet Luzk.
Nach dem Krieg wurde der Ort der Sowjetunion zugeschlagen. Dort kam das Dorf zur Ukrainischen SSR und seit 1991 ist es ein Teil der heutigen Ukraine.